# Saint-Martin-de-Landelles
Saint-Martin-de-Landelles és un municipi francès situat al departament de la Manche i a la regió de Normandia. L'any 2007 tenia 1.177 habitants.

## Demografia

### Població
El 2007 la població de fet de Saint-Martin-de-Landelles era de 1.177 persones. Hi havia 508 famílies de les quals 148 eren unipersonals (64 homes vivint sols i 84 dones vivint soles), 196 parelles sense fills, 144 parelles amb fills i 20 famílies monoparentals amb fills.
La població ha evolucionat segons el següent gràfic:
Habitants censats

### Habitatges
El 2007 hi havia 636 habitatges, 516 eren l'habitatge principal de la família, 66 eren segones residències i 53 estaven desocupats. 621 eren cases i 8 eren apartaments. Dels 516 habitatges principals, 351 estaven ocupats pels seus propietaris, 152 estaven llogats i ocupats pels llogaters i 13 estaven cedits a títol gratuït; 1 tenia una cambra, 34 en tenien dues, 102 en tenien tres, 156 en tenien quatre i 222 en tenien cinc o més. 437 habitatges disposaven pel capbaix d'una plaça de pàrquing. A 241 habitatges hi havia un automòbil i a 221 n'hi havia dos o més.

### Piràmide de població
La piràmide de població per edats i sexe el 2009 era:
| Homes | Edats   | Dones |
| ----- | ------- | ----- |
| 0     | 95 o +  | 0     |
| 4     | 90 a 94 | 8     |
| 4     | 85 a 89 | 0     |
| 8     | 80 a 84 | 8     |
| 44    | 75 a 79 | 56    |
| 60    | 70 a 74 | 52    |
| 40    | 65 a 69 | 40    |
| 24    | 60 a 64 | 56    |
| 20    | 55 a 59 | 20    |
| 44    | 50 a 54 | 36    |
| 48    | 45 a 49 | 32    |
| 40    | 40 a 44 | 36    |
| 44    | 35 a 39 | 40    |
| 20    | 30 a 34 | 20    |
| 44    | 25 a 29 | 44    |
| 24    | 20 a 24 | 16    |
| 48    | 15 a 19 | 56    |
| 32    | 10 a 14 | 52    |
| 24    | 5 a 9   | 12    |
| 20    | 0 a 4   | 32    |

## Economia
El 2007 la població en edat de treballar era de 683 persones, 518 eren actives i 165 eren inactives. De les 518 persones actives 491 estaven ocupades (275 homes i 216 dones) i 27 estaven aturades (10 homes i 17 dones). De les 165 persones inactives 83 estaven jubilades, 37 estaven estudiant i 45 estaven classificades com a «altres inactius».

### Ingressos
El 2009 a Saint-Martin-de-Landelles hi havia 508 unitats fiscals que integraven 1.161,5 persones, la mediana anual d'ingressos fiscals per persona era de 15.186 €.

### Activitats econòmiques
Dels 59 establiments que hi havia el 2007, 1 era d'una empresa extractiva, 1 d'una empresa alimentària, 1 d'una empresa de fabricació d'altres productes industrials, 19 d'empreses de construcció, 17 d'empreses de comerç i reparació d'automòbils, 1 d'una empresa de transport, 2 d'empreses d'hostatgeria i restauració, 1 d'una empresa d'informació i comunicació, 2 d'empreses financeres, 3 d'empreses immobiliàries, 2 d'empreses de serveis, 5 d'entitats de l'administració pública i 4 d'empreses classificades com a «altres activitats de serveis».
Dels 24 establiments de servei als particulars que hi havia el 2009, 1 era una oficina de correu, 1 una oficina bancària, 2 tallers de reparació d'automòbils i de material agrícola, 3 paletes, 3 guixaires pintors, 5 fusteries, 3 lampisteries, 1 electricista, 1 empresa de construcció, 2 perruqueries, 1 restaurant i 1 agència immobiliària.
Dels 5 establiments comercials que hi havia el 2009, 2 eren botiges de menys de 120 m², 1 una botiga de menys de 120 m², 1 una fleca i 1 una botiga de material de revestiment de parets i terra.
L'any 2000 a Saint-Martin-de-Landelles hi havia 77 explotacions agrícoles que ocupaven un total de 1.776 hectàrees.

## Equipaments sanitaris i escolars
L'únic equipament sanitari que hi havia el 2009 era una farmàcia.
El 2009 hi havia una escola elemental.

## Poblacions més properes
El següent diagrama mostra les poblacions més properes.